# Herb gminy Ostrówek (województwo łódzkie)
Herb gminy Ostrówek – symbol gminy Ostrówek, autorstwa Mirosława Jędrzejewskiego, ustanowiony 23 sierpnia 1990.

## Wygląd i symbolika
Herb przedstawia na tarczy ze złotą bordiurą dzielonej w słup w polu lewym białą literę „O” ze złotym kłosem zboża, natomiast w polu prawym czerwonym wizerunek połowy Orła Białego. 